# Алијанса за Италију
Алијанса за Италију (итал. Alleanza per l'Italia) је италијанска политичка партија. 
Партија која себе описује као демократску, либералну и народну противи се како десничарском популизму тако и социјалдемократској левици. Ову партију основао је Франческо Рутели, сенатор из Демократске партије и бивши председник странке Бела Рада — Демократија је слобода.

## Оснивање
Франческо Рутели 28. октобра 2009. године јавности представља Манифест за промене и добру владу уз подршку још десеторо суоснивача међу којима су и председник провинције Тренто и градоначелник Венеције.
У новембру 2009. године Рутели је представио име и грб нове партије. Децембра је одржана и прва скупштина партије у Парми, на којој је Рутели истакао могућност да се партија уједини са УДЦ-ом, или уђе у коалицију са Ђанфранком Финијем, председником доњег дома Парламента и његовом новом партијом.
У марту 2010. године партија прве пут учествује на регионалним изборима, најчешће заједно са УДЦ-ом а самостално само у покрајинама на југу земље где не бележе значајније резултате.

## Нови савез за Италију
Алијанса за Италију улази у нову коалицију у децембру 2010. године заједно са Унијом Центра, Будућношћу и Слободом и неким мањим партијама.